# Великодимерська селищна територіальна громада
Великодимерська селищна територіальна громада — територіальна громада в Україні, у Броварському районі Київської області. Адміністративний центр — селище Велика Димерка.
Площа громади — 531,07 км², населення — 30 201 особа (2020).
Утворена 3 серпня 2017 року шляхом об'єднання Великодимерської селищної ради та Бобрицької, Жердівської, Руднянської, Шевченківської сільських рад Броварського району.
12 червня 2020 року до громади приєднані Богданівська, Гоголівська, Кулажинська, Плосківська, Русанівська та Світильнівська сільські ради.
З 7 березня по 1 квітня 2022 року на території Великодимерської громади Збройні сили України вели бої проти російських окупантів. Внаслідок дій окупантів загнуло щонайменше 70 мешканців громади,  на території громади численні руйнування.  

## Населені пункти
У складі громади 1 селище (Велика Димерка) і 22 села:
- Бобрик
- Богданівка
- Вільне
- Гайове
- Гоголів
- Гребельки
- Димівка
- Димівське
- Жердова
- Залісся
- Захарівка
- Зоря
- Кулажинці
- Михайлівка
- Підлісся
- Плоске
- Покровське
- Рудня
- Русанів
- Світильня
- Тарасівка
- Шевченкове

## Старостинські округи
- Бобрицький
- Богданівський
- Гоголівський
- Жердівський
- Плосківський
- Руднянський
- Русанівський
- Світильнянський
- Шевченківський

## Соціальні програми
Для жителів громади з 2022 року створено програму "З турботою про кожного на 2022-2024 роки", яка передбачає надання матеріальної допомоги особам у складних життєвих обставинах, зокрема, учасникам бойових дій, родинам полеглих захисників, власникам пошкодженого житла внаслідок пожеж та військових дій, а також людям похилого віку. З початку 2024 року громада виділила 9,7 млн грн на соціальне забезпечення, з яких майже 7,5 млн грн спрямовано на адресну матеріальну допомогу мешканцям.